# Fireman, Save My Child (film, 1932)
Pour les articles homonymes, voir Fireman Save My Child.
Pour plus de détails, voir Fiche technique et Distribution.
Fireman, Save My Child est un film américain réalisé par Lloyd Bacon et sorti en 1932.

## Synopsis
Les péripéties d'un joueur de baseball également pompier.

## Fiche technique
- Titre original : Fireman, Save My Child
- Réalisation : Lloyd Bacon
- Scénario : Ray Enright, Robert Lord, Arthur Caesar
- Direction artistique : Esdras Hartley
- Photographie : Sol Polito
- Son : Charles David Forrest, Oliver S. Garretson
- Montage : George Marks
- Musique : W. Franke Harling, Leo F. Forbstein
- Société de production : First National Pictures
- Société de distribution : Warner Bros.
- Pays de production :  États-Unis
- Langue originale : anglais
- Format : noir et blanc — 35 mm — 1.37:1 — son monophonique
- Genre : Comédie
- Durée : 67 minutes
- Date de sortie :
  - États-Unis : 20 février 1932

## Distribution

### Acteurs principaux
- Joe E. Brown : Joe Grant
- Evalyn Knapp : Sally Toby
- Lilian Bond : June Farnum
- Guy Kibbee : Pop Devlin
- Richard Carle : Dan Toby
- George MacFarlane : le chef des pompiers de St. Louis
- Frank Shellenback : le lanceur
- Virginia Sale : Miss Gallop
- Curtis Benton : le présentateur radio

### Acteurs secondaires (non crédités)
- Wade Boteler : le policier
- Frederick Burton : M. Platt
- George Ernest : la mascotte de l'équipe
- Eddie Graham : M. Engelnook
- Ben Hendricks Jr. : Larry Larkin
- George Meeker : Stevens
- Dickie Moore : Herbie
- Louis Robinson : l'entraîneur
- Cliff Saum : le pompier Rosedale
- Larry Steers : M. Applegate
- Harry Tenbrook : l'entraîneur de l'équipe de St. Louis